# Odoornerzijtak
De Odoornerzijtak (Drents: Zietak) is een zijkanaal van het Oranjekanaal. Het kanaal loopt van het Oranjekanaal nabij Odoornerveen en 't Haantje naar het dorp Klijndijk. Over het kanaal zijn vier plaatsen waar men kan oversteken, een duiker bij de Langveensedijk, een duiker in de weg naar de Slenerweg, een duiker in de N34 en een duiker in de Achterweg. Het kanaal eindigt nabij de Hoofdweg in Klijndijk.
Het kanaal is tegelijk met het Oranjekanaal aangelegd en bedoeld om de omgeving van Odoorn, direct ten westen van de Hondsrug aan te laten sluiten.